# Badrinath Ki Dulhania
Pour plus de détails, voir Fiche technique et Distribution.
Badrinath Ki Dulhania (En anglais: Badrinath's Bride) est un film de comédie romantique indien, réalisé par Shashank Khaitan (en), et produit par Karan Johar sous la bannière de Dharma Productions. Le film marque la deuxième tranche d'une franchise qui a commencé avec Humpty Sharma Ki Dulhania (en) (2014). Varun Dhawan et Alia Bhatt jouent les rôles principaux dans le film, qui est tourné en Uttar Pradesh,. Le tournage du film a commencé en mai 2016,.

## Distribution
- Varun Dhawan : Badri
- Alia Bhatt : Vaidehi
- Sahil Vaid : Somdev
- Yash Sinha : Alok
- Swetha Basu Prasad : Urmila

## Thèmes
La misogynie, le patriarcat et les rôles de genre en Inde sont les thèmes généraux du film axé sur le système de dot et la stigmatisation des femmes sur le lieu de travail. Il y a aussi une allusion à la violence à l'égard des femmes et aux meurtres d'honneur, le père de Badri faisant plusieurs fois références à l'idée de tuer Vaidehi et Badri étant dangereusement violent envers elle dans une scène.